# Picardia ruwenzoricus
Picardia ruwenzoricus là một loài bướm đêm thuộc họ Pterophoridae. Nó được biết đến ở Cộng hòa Dân chủ Congo.